# لقمه‌ماهی خال‌سیاه
لقمه‌ماهی خال‌سیاه (نام علمی: Himantura astra) نام یک گونه از سرده لقمه‌ماهی‌های شلاقی است.